# Augzin
Das Dorf Augzin bildete seit 1950 mit Mühlenhof eine Gemeinde, die sich 1974 der Gemeinde Techentin anschließen musste. Diese gehört heute zum Amt Goldberg-Mildenitz im Landkreis Ludwigslust-Parchim in Mecklenburg-Vorpommern.

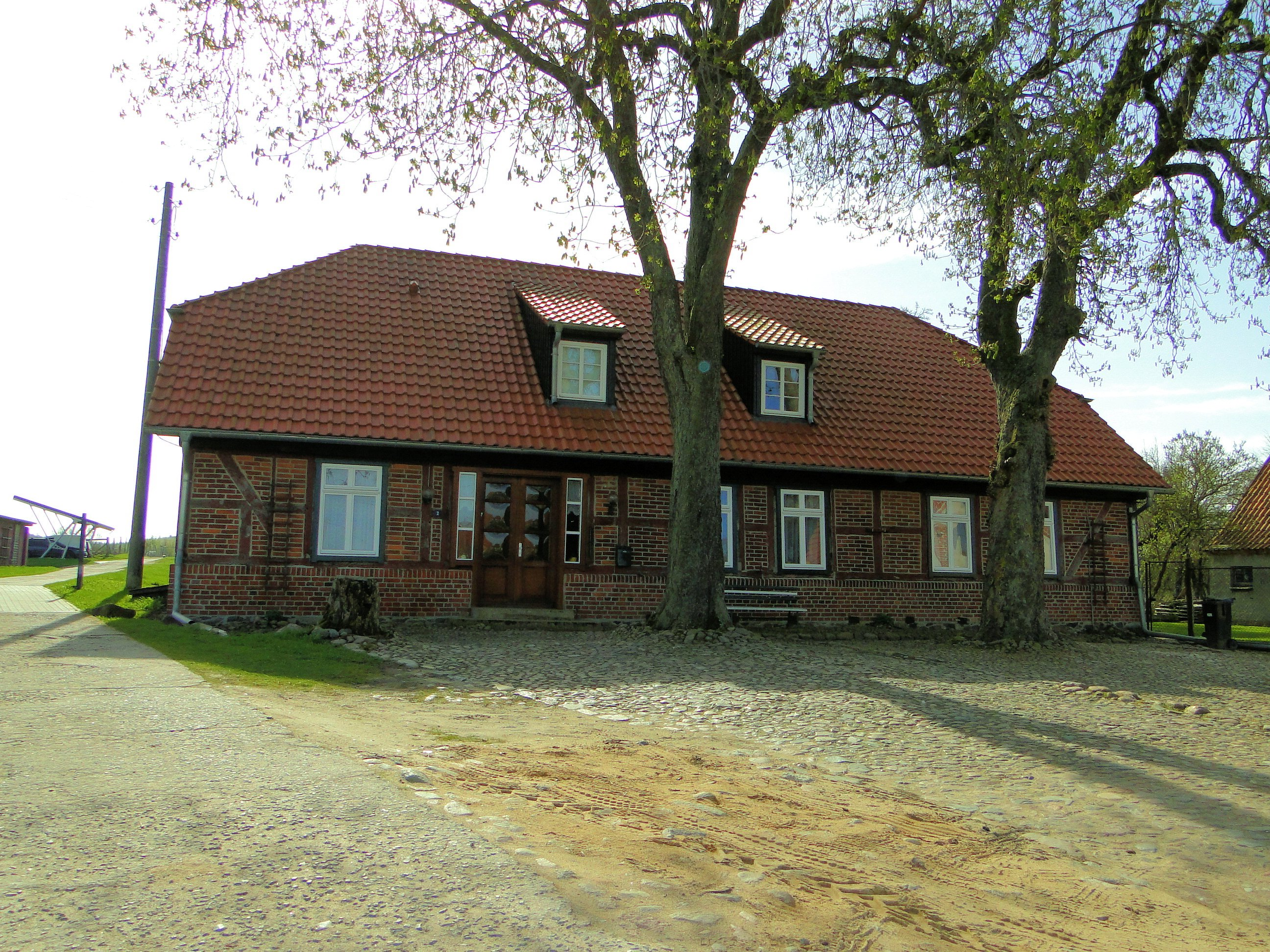
Bauernhaus, Lange Str. 2, Augzin (2013)

## Geografie und Verkehr
Augzin liegt zwei Kilometer südlich von Techentin an der Kreisstraße K 24 in Richtung Mühlenhof. Östlich befindet sich der Sehlstorfer Forst und westlich in Richtung Mestlin das Mühlenholz. An der Grenze von Augzin zu Vimfow hin ist der Heidberg, einst ein mit Heidekraut bewachsener Berg, die höchste Erhebung.

## Geschichte
In der zweiten Hälfte des 13. Jahrhunderts gründeten Angehörige der Familie von Below als Lokatoren die kleine, 14 Hufen umfassende Siedlung Sieden Eutzyn, indem sie die etwa 800 Meter nordöstlich des Dorfes gelegene spätslawische Dorfstätte an die heutige Stelle verlagerten. Sie befand sich unmittelbar an der Nordkante eines slawischen Grenzwaldes. Beim Eichenkamp wurden slawische Gefäßscherben gefunden. Weitere Scherben wurden 1979 am Speckmoor gefunden. Dort befand sich einst ein befestigter Weg nach Techentin.
Der Ortsname ist slawischer Herkunft ovca und wird als Schafort gedeutet. Der Beiname Sieden bedeutet Unter oder Nieder, niedrig, eben tiefliegend. Nieder- und Hohen Augzin, davon ist Nieder Augzin das heutige Augzin.
Am 29. Dezember 1294 hatte das Kloster Neuenkamp bei Franzburg seinen ersten Besitz in Mecklenburg erworben, den es ab 1296 westlich der Stadt in den Dörfern Zidderich, Below, Techentin und Augzin erweiterte.
So wurde Augzin 1296 als Bauerndorf erstmals erwähnt. Fürst Nikolaus von Werle verkaufte am 17. März 1296 dem Kloster Neuenkamp in Franzburg sein Eigentum, die Dörfer Augzin, Below und Zidderich, die Mühle in Kuppentin und sechs Hufen bei der Stadt Goldberg. Auch der Ritter Iwan von Below verkaufte dem Kloster Neuenkamp am 8. Februar 1297 neben zehn Hufen im Dorf Zidderich noch seine Hälfte vom Dorf Augzin und die dazugehörige Fischerei im Jager See, dem heutigen Dobbertiner See. 1309 ermäßigten die Fürsten Nikolaus und Johann von Werle die vom Kloster Neuenkamp aus dem Dorf Augzin gezahlte Bede wegen des schlechten Ackers. und am 2. Februar 1311 verkauft Iwan von Below seinen ganzen Anteil in Augzin an das Kloster. Von 1313 bis 1455 waren 15 Augziner Bauern Untertanen des Klosters Neuenkamp.
Am 1. Juli 1950 wurde die bis dahin eigenständige Gemeinde Mühlenhof eingegliedert.

### Dorf
Als das Kloster Neuenkamp 1455 seine Besitzungen in und um Goldberg für 1.300 Rheinische Gulden an die Mecklenburgischen Herzöge verkaufte, kam auch Augzin zu den Landesherren. So wurde Augzin von einem Klosterdorf zu einem Domanialdorf.
Schon Ende 1452 verkaufte Herzog Heinrich von Mecklenburg und Graf zu Schwerin dem Dobbertiner Klosterpropst Nicolaus Beringher und den Priorinnen Ermegard und Katharina von Oldenburg vom Konvent des Klosters Dobbertin den erblichen Anteil von Henneke Gusteuvels am Lehngut Mestlin und den Höfen, Hufen und Katen in Hohen Augzin für 100 Gulden.
Nach dem Dreißigjährigen Krieg lieferten die Bauern bis 1662 noch Abgaben an die Techentiner Kirche. Die fünf bis sieben Vollbauern mussten ihre Hand- und Spanndienste auf dem Ziddericher Hof ableisten. Wer dort die Arbeit beim Hofdienst verweigerte, wurde auch 1667 noch vom Amtmann zu Goldberg verprügelt. Nach einer Hungersnot 1693 waren dem Beichtkinderverzeichnis von 1704 zufolge nur noch 48 Einwohner in Augzin. 1742 gab es Grenzstreitigkeiten zwischen den Dobbertiner Klostergütern Mestlin und Mühlenhof mit den zum fürstlichen Amt gehörenden Dörfern Techentin und Augzin. 1751 hatte Augzin 45 Beichtkinder, darunter ein Herzoglicher Förster. 1754 gab es Beschwerden über zu hohes Dienstgeld und 1758 wurde der Dorfschulze Jacob Steinhauser abgemeiert und nach Alt Zidderich versetzt.
Anfang des 19. Jahrhunderts gab es außer sechs Bauern schon fünf Büdner, die Lohnarbeit verrichteten, und 14 Einlieger, die zur Miete wohnten. Zwischen 1870 und 1887 erfolgte die Erbverpachtung. Nun gab es vier Büdner und 13 Häusler, darunter einen Krüger mit einem Kaufmannsladen und ein Schmied. Im Dorf wohnten noch ein Weber, Schneider, Rademacher, Stellmacher, Schuhmacher, Tischler und Zimmermann. Nach der Volkszählung 1876 hatte Augzin 157 Einwohner, darunter 22 Kinder. 1902 gab es sechs Erbpächter, fünf Büdner und 13 Häusler, ein Krug, ein Schmied und den Dorfschulzen. 1927 nannten sich die Erbpächter Hofbesitzer und bewirtschafteten zwischen 49 und 54 Hektar.
Mit Ende des Zweiten Weltkrieges waren im Dorf etwa 350 Flüchtlinge untergebracht worden.
Durch die Bodenreform erhielten Büdner und Häusler vom aufgeteilten Mühlenhof zusätzliches Land. 1952 und 1953 verließen infolge der staatlichen Bedrängnis fünf der sechs Bauern mit großen Höfen ihre Heimat und gingen nach Westdeutschland. Die herrenlosen Gehöfte wurden unter Treuhand gestellt und zu einem Örtlichen Landwirtschaftsbetrieb vereinigt. Dieser wurde später in eine LPG umgewandelt.
1959 erhielt Augzin eine zentrale Wasserversorgung. 1960 wurde das von der Gruppe Die Gilde vorbereitet bekannte Buchfest letztmals gefeiert. Die Flurnamen der Waldstücke De grot Gillhorst und De lütt Gillhorst am Knüppeldamm zum Sehlstorfer Forst erinnern daran. Die 1964 erneuerte Dorfstraße wurde 1970 durch russische Panzer stark beschädigt und konnte erst 1974 repariert werden.
1983 lebten 104 Einwohner in Augzin, 2011 waren es noch 76.

### Schule
Dem alten Schulmeister Possehl sollte 1775 sein Schwiegersohn Johann Köster adjuniert werden, so dass schon um 1751 eine Schule oder ein Schulraum bestanden haben muss.

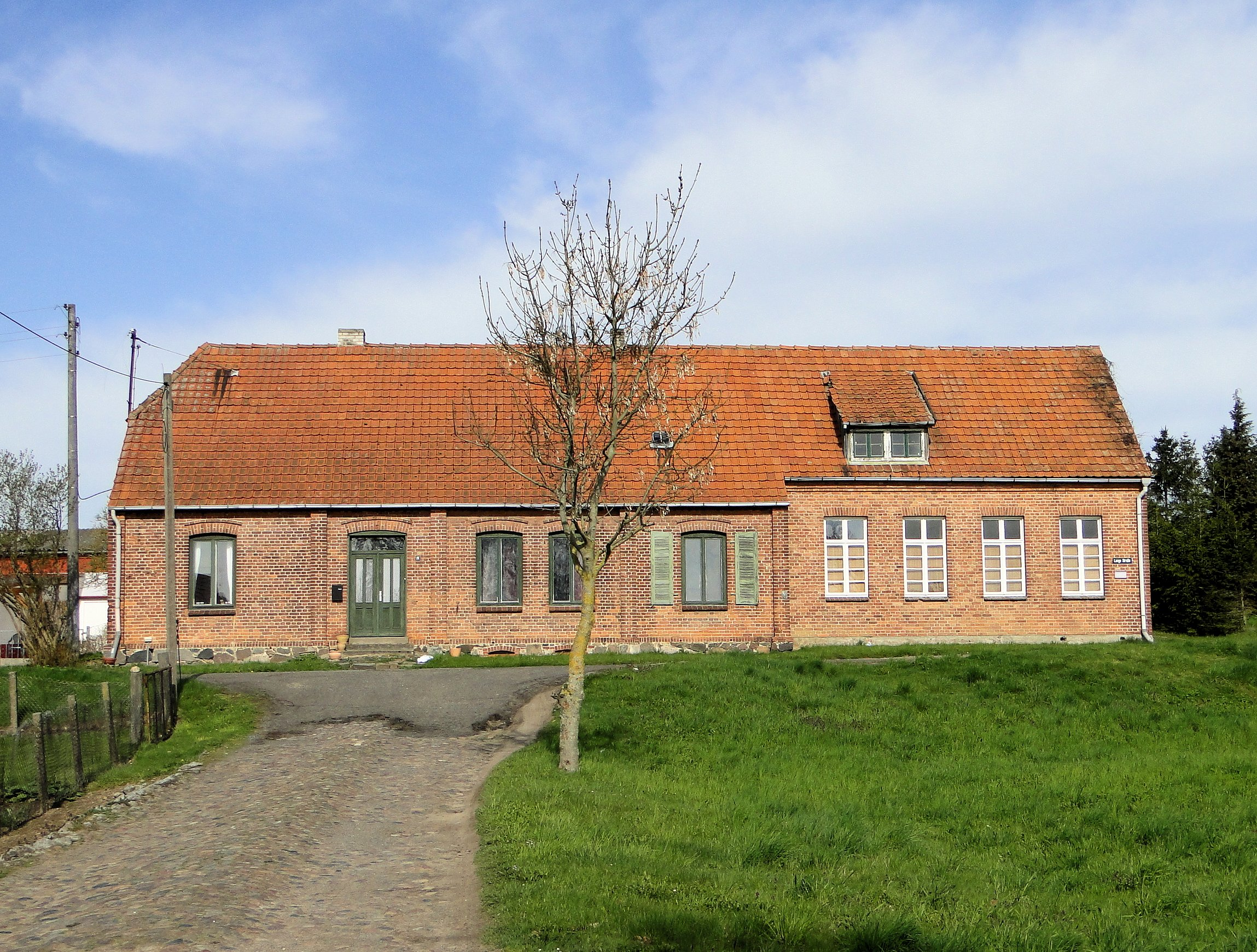
Ehem. Schule, Lange Str. 29 (2013)

1797 besuchte etwa 20 Kinder die Schule. Als der Schulmeister Köster starb, übernahm der bisherige Goldberger Kammerschreiberechner Willborn den Unterricht. 1805 wurde berichtet, das Schulhaus sei so elend, dass Lebensgefahr bestehe. 1821 soll sich Schulmeister Schwarz, der schwermütig war, erhängt haben. 1839 beantragte Schulmeister Böttcher wegen geringer Einnahmen die Befreiung von dem Salz-Gelde und dem Hebammen-Zwang. 1843 kam der erste im Lehrerseminar zu Ludwigslust ausgebildete Lehrer H. Ehlers nach Augzin und unterrichtete zeitweise 40 bis 50 Kinder. Die Lehrerfrau Steinmann richtete 1857 eine von 20 Kindern besuchte Industrieschule für Handarbeitsunterricht ein.
Die Schule bestand bis 1967 und wurde dann im Zuge der Zentralisierung aufgelöst. In den letzten Jahren wurden nur noch die erste bis dritte Klasse unterrichtet. Ein Schulbus fuhr die Schüler bis 1980 nach Techentin, die dann wegen geringer Schülerzahlen aufgelöst wurde. Heute ist die Walter Husemann-Schule in Goldberg der Schulort.

### Weitere Nutzung
Am 1. April 1956 schlossen sich die 22 Beschäftigten des ÖLB mit sieben Neubauern aus Mühlenhof mit zu der LPG Bergland vom Typ III. zusammen und bewirtschafteten 295 Hektar landwirtschaftliche Nutzfläche. 1957 waren es 42 Mitglieder, die nun 650 Hektar bewirtschafteten. Die letzten Einzelbauern mussten 1960 LPG-Mitglied werden. 1963 errichtete man südlich des Dorfes einen Stall- und Werkstattkomplex.
Der Feldbau der LPG schloss sich 1974 mit vier weiteren Betrieben zur Kooperativen Abteilung Pflanzenproduktion Augzin-Dobbertin (KAP) zusammen, woraus 1977 eine eigenständige LPG (P) der Pflanzenproduktion wurde. In Augzin verblieben die LPG (T) der Tierproduktion, die seit 1977 mit Techentin einen gemeinsamen Betrieb bildeten. 1991 lösten sich die LPGen auf und es entstand die Augziner Marktfrucht e.G., die heute den größten Teil der Feldmark und die Stallungen südlich des Dorfes nutzt.

### Besonderheiten
An der Grenze der Augziner Feldmark nach Mestlin hin befindet sich am Mühlenholz ein Wasserloch, welches den merkwürdigen Namen Murrer Ros’sch trägt. In vergangenen Zeiten bekam das Dienstmädchen Rose ein Kind. Dem Vater konnte sie es nicht sagen, so soll sie das Neugeborene ermordet und sich in jenem Wasserloch ertränkt haben. Nach dieser Sage wird der Name für das Wasserloch gedeutet.

### Ungedruckte Quellen
Landeshauptarchiv Schwerin (LHAS)
- LHAS 1.5-4/3 Urkunden Kloster Dobbertin. Regesten.
- LHAS 3.2-3/1 Landeskloster, Klosteramt Dobbertin. Gerichtssachen Nr. 4035.
- LHAS 5.12-3/1 Mecklenburg-Schwerinsches Ministerium des Innern. Landgemeinden, Nr. 6777 Gemeinde Augzin 1870–1922.
- LHAS 5.12-7/1 Mecklenburg-Schwerinsches Ministerium für Unterricht, Kunst, geistliche und Medizinalangelegenheiten. Landschulen, Nr. 3859 Schule in Augzin 1775–1888, Nr. 5645 Ländliche Fortbildungsschule in Augzin 1934–1936.
- LHAS 5.12-9/5 Landratsamt Parchim. Nr. 16 Wasserversorgung der Gemeinde Augzin 1939–1944.

Landeskirchliches Archiv Schwerin (LKAS)
- LKAS, OKR Schwerin, Landessuperintendentur Schwerin (alt) Nr. 097-3 Lehrerstellen der Stadtschule in Crivitz 1856–1881, Seminarist in Augzin 1880.

## Karten
- Topographische oekonomische und militaerische Charte des Herzogthums Mecklenburg-Schwerin und Herzogthums Ratzeburg vom Grafen Schmettau 1758.
- Wiebekingsche Karte von Mecklenburg 1786.
- Karte der Dorflage Augzin 1864.

Koordinaten: 53° 34′ N, 11° 58′ O